# Stanislav Kozubek
Stanislav Kozubek (* 9. Juni 1980 in Prag) ist ein ehemaliger tschechischer Radrennfahrer.

## Karriere
Stanislav Kozubek begann seine Karriere 2003 bei dem Radsportteam ASC Dukla Praha. Ab 2006 fuhr er für das tschechische Continental Team PSK Whirlpool. Bei dem Etappenrennen Paths of King Nikola in Montenegro wurde er Vierter der Gesamtwertung. Im Juni gewann er das Straßenrennen bei den tschechischen Meisterschaften. Außerdem wurde er noch Zweiter beim GP Pribram, wo er schon im Vorjahr Dritter geworden war, und er gewann eine Etappe der Slowakei-Rundfahrt. Er startete bei den Straßen-Radweltmeisterschaften in Salzburg für die Nationalmannschaft im Straßenrennen, das er aber nicht beendete.

## Erfolge

### Bahn
1999
- Weltmeisterschaft – Mannschaftsverfolgung (Junioren)

2005
- Tschechischer Meister – Mannschaftsverfolgung
- Tschechischer Meister – Scratch

### Straße
2006
- Tschechischer Meister – Straßenrennen

2007
- Tschechischer Meister – Einzelzeitfahren
- Prag–Karlovy Vary–Prag

2008
- Tschechischer Meister – Teamzeitfahren

2011
- Gesamtwertung Czech Cycling Tour

2012
- Mannschaftszeitfahren Czech Cycling Tour

## Teams
- 2003 ASC Dukla Prag
- 2005 ASC Dukla Prag
- 2006 PSK Whirlpool-Hradec Krlove
- 2007 PSK Whirlpool-Hradec Krlove
- 2008 PSK Whirlpool-Author
- 2009 PSK Whirlpool-Author
- 2010 PSK Whirlpool-Author
- 2011 PSK Whirlpool-Author
- 2012 Whirlpool-Author
- 2013 Bauknecht-Author